# Diogo Cão
Diogo Cão (ur. ?; zm. prawdopodobnie 1486) – portugalski odkrywca i podróżnik, który odbył dwie podróże wzdłuż zachodniego wybrzeża Afryki w latach osiemdziesiątych XV wieku.
Pierwszy Europejczyk, który zauważył ujście rzeki Kongo i wpłynął do niego (prawdopodobnie w sierpniu 1482 r.). Odkrycie to zostało upamiętnione kamiennym obeliskiem, który stoi tam do dziś, ale tylko we fragmentach. Doszło wtedy także do kontaktów z krajowcami z królestwa Kongo. Zbadał wybrzeże pomiędzy Przylądkiem św. Katarzyny i Przylądkiem Krzyżowym prawie od równika do Zatoki Wielorybiej w Namibii. Z pierwszej podróży wrócił w kwietniu 1484 roku, za jego wyczyn Jan II nadał mu szlachectwo. 
Nowo odkrywane tereny znaczone były za pomocą padrões, co było nowatorskim rozwiązaniem w tamtym okresie. Takie zachowanie miało na celu informowanie potencjalnych eksploratorów, że znajdują się oni na terenie należącym do Portugalii. W herbie nadanym Diogo znalazły się dwa padrões ustawione na dwóch wzgórzach, na srebrnym tle, na znak jego zasług dla korony. 
O jego drugiej podróży niewiele wiadomo. Gdy dotarł do Przylądka Krzyżowego, był już umierający, zdrowie załogi także nie było w najlepszym stanie. João de Barros i reszta załogi zmusili go do powrotu do Kongo, a stamtąd do Portugalii.